# René Danesi
René Danesi, né le 30 août 1947, est un homme politique français.

## Biographie

### Études
Il effectue ses études à Sciences Po Strasbourg.

### Parcours politique
Il est maire de Tagsdorf depuis 1974 et vice-président du conseil régional d'Alsace. Membre de l'UDI, il est élu sénateur du Haut-Rhin, sur la liste de droite conduite par Catherine Troendlé, le 28 septembre 2014. Il siège au groupe UMP puis LR.
Il soutient Nicolas Sarkozy pour la primaire présidentielle des Républicains de 2016. Il parraine Laurent Wauquiez pour le congrès des Républicains de 2017, que celui-ci remporte.